# 瘿椒树科
瘿椒树科共有2属5种，分布在中国、中美洲和南美洲北部，中国有1属3种，分布在南方各地。其中瘿椒树（Tapiscia sinensis）是中国特有种。
本科植物为乔木，奇数羽状复叶或三数复叶，有托叶，边缘有齿；花小，花瓣5。
1981年的克朗奎斯特分类法将本科两属列入省沽油科，1998年根据基因亲缘关系分类的APG 分类法单独分出列为一个科，但没有放在任何一个目中，直接列在II类真蔷薇分支之下，2003年经过修订的APG II 分类法维持原分类。
2007年4月18日AP网站 （页面存档备份，存于）又将其更改列入一个新设立的十齿花目。